# Liaresjön
Liaresjön är en sjö i Uddevalla kommun i Bohuslän och ingår i Bäveåns huvudavrinningsområde. Sjön är 2 meter djup, har en yta på 0,013 kvadratkilometer och är belägen 130 meter över havet.